# Шараљка
Шараљка (шаралица, писаљка) је алатка за шарање ускршњих јаја воском. Осим технике шарања воском, шараљке се користе и када се праве цртежи на јајету скидањем већ постојеће боје.
Некада су се као шараљке користили различити предмети: зашиљено дрво, сламка, перо, чиода, односно глава чиоде, а данас се шараљке праве. Такве шараљке имају два основна дела; држаље од дрвета или пластике на чијем се крају налази перо од метала које се умаче у восак. Уместо пера, може да се налази метални левак из кога цури загрејани восак.